# Nesiobiini
Nesiobiini es una tribu de insectos coleópteros curculiónidos. 

## Géneros
- Nesiobius
- Nesiotophasis
- Paracamptopsis
- Pseudomesitodes
- Tychiorhinus